# Ania Broda
Ania Broda, właściwie Anna Kowalska (ur. 21 maja 1973 w Jonkowie) – polska wokalistka, cymbalistka, kompozytorka, autorka tekstów.

## Biogram
Pochodzi z muzykalnej rodziny. Jej rodzice pochodzą z Kurpii Białych oraz z Mazur. Jest absolwentką Państwowej Szkoły Muzycznej II st. w Olsztynie w klasie śpiewu (1993). W latach 1992–1994 była członkiem zespołu muzycznego Bractwo Ubogich, a następnie występowała w Kapeli Brodów, z którą nagrała pięć płyt. Od 2010 roku prowadzi działalność solową. Zapoczątkowała ją koncertami, promującymi jej pierwszą autorską płytę dla dzieci „A ja nie chcę spać".

## Twórczość
Komponuje i aranżuje własne piosenki, a także często pisze do nich teksty. Gra na wielu instrumentach, m.in. na cymbałach, fortepianie, bębenku obręczowym, dzwonkach pentatonicznych, kalimbie, drumli i lirze korbowej.  W śpiewie posługuje się techniką śpiewu białego. W jej twórczości muzycznej nietrudno odnaleźć wpływy brzmień folkowych, które od lat stanową dla niej źródło inspiracji.
Rozwija twórczość dla dzieci – prowadzi warsztaty wokalne i muzyczne, takie jak Opowieści wiatru i wody. Wydała dla dzieci płytę CD z muzyką do tekstów znanych pisarek z kręgu literatury dla dzieci (Dorota Gellner, Danuta Wawiłow, Natalia Usenko). Występuje w audycjach radiowych dla dzieci, np. w audycji Kulturoteka w Polskim Radiu Dzieciom.
Współpracuje z takimi muzykami, jak Iwona Sojka, Marcin Sojka, Kuba Mielcarek, Jacek Mielcarek, Mateusz Szemraj, Maciej Kierzkowski, Maciej Kaziński, Maciek Pruchniewicz.
Komponuje i wykonuje muzykę do spektakli teatralnych, filmów, animacji, słuchowisk radiowych. Bierze udział w projektach związanych z muzyką dawną, współczesną, jazzową, tradycyjną oraz eksperymentalną, a także teatrem. Współpracowała z Teatrem im. H. Modrzejewskiej w Legnicy, nagrywała dla radia i  telewizji, występowała na wielu festiwalach w kraju i za granicą.

## Kalendarium
- 2010 – wykonywała partie wokalne w multimedialnym widowisku „Pamiętam. Katyń 1940” na zamówienie Narodowego Centrum Kultury[6];
- 2014 – nagrała dla Programu 2 Polskiego Radia „Hymny warmińskie i mazurki z Mazur” odtwarzające dawną kulturę muzyczną regionu. Złożyły się na nie pieśni i melodie taneczne z Warmii i Mazur, które następnie zostały wydane na płycie Thousand Lakes[14];
- 2015 – wystąpiła w programie Mam talent, śpiewając i grając na cymbałach utwór Jak wygląda wiatr[15];
- 2018 – współtworzyła z gitarzystą Maciejem Pruchniewiczem projekt „Nowa Energia” do wierszy Jerzego Lieberta[16].

## Nagrody i wyróżnienia
- 2004 – II nagroda z  Kapelą Brodów na Festiwal Muzyki Folkowej Polskiego Radia „Nowa Tradycja”, Warszawa 2004.
- 2001 – Folkowy Fonogram Roku – Anna i Witold Brodowie za płytę Pieśni na rozmaite święta.

## Dyskografia
solowa
- 2011 – A ja nie chcę spać
- 2014 – Najlepsze życzenie
- 2014 – 6H
- 2016 – Thousand Lakes

we współpracy
- 2001 – Pieśni i melodie na rozmaite święta CD, Kapela Brodów[2]
- 2002 – Kolędy i inne pieśni CD, Kapela Brodów 2002
- 2008 – Tańce polskie CD, Kapela Brodów
- 2008 – Pieśni Maryjne CD, Kapela Brodów
- 2011 – Pieśni do świętych pańskich CD, Kapela Brodów